# Walter Bamberger
Walter Bamberger (* 1946) ist ein deutscher Lichtplaner.

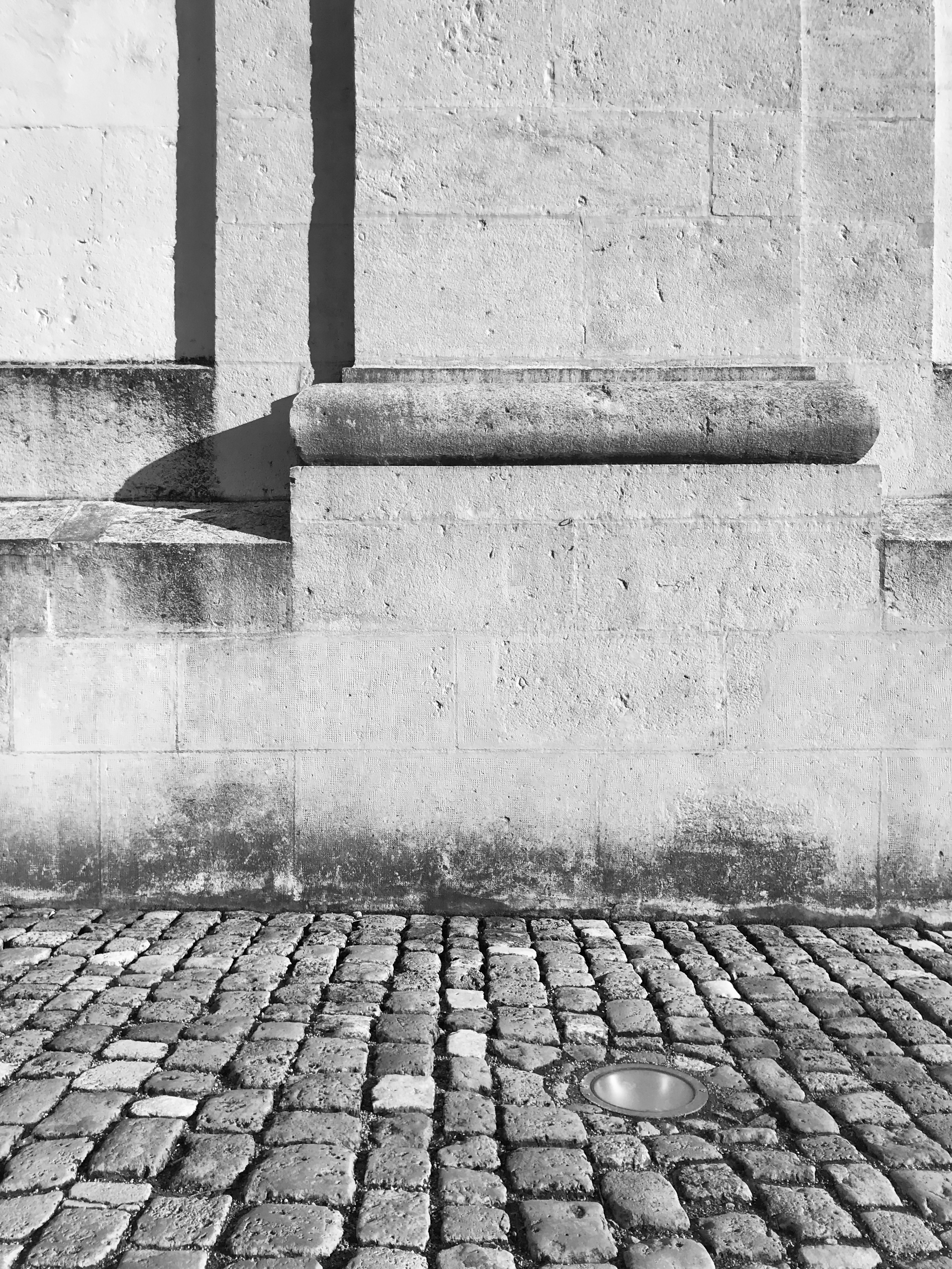
Leonrodplatz Eichstätt

## Werdegang
Walter Bamberger schloss ein Elektrotechnikstudium als Diplom-Ingenieur im Tätigkeitsbereich Elektrotechnik ab und war als Angestellter in einem Ingolstädter Ingenieurbüro tätig. 1971 gründete er in Eichstätt das Lichtplanungsbüro Walter Bamberger. Im Januar 2012 fand eine Umfirmierung der Firma in Ingenieure Bamberger GmbH & Co. KG statt, in der Sohn Michael neben Walter Bamberger weiterer Geschäftsführer wurde.

## Werk

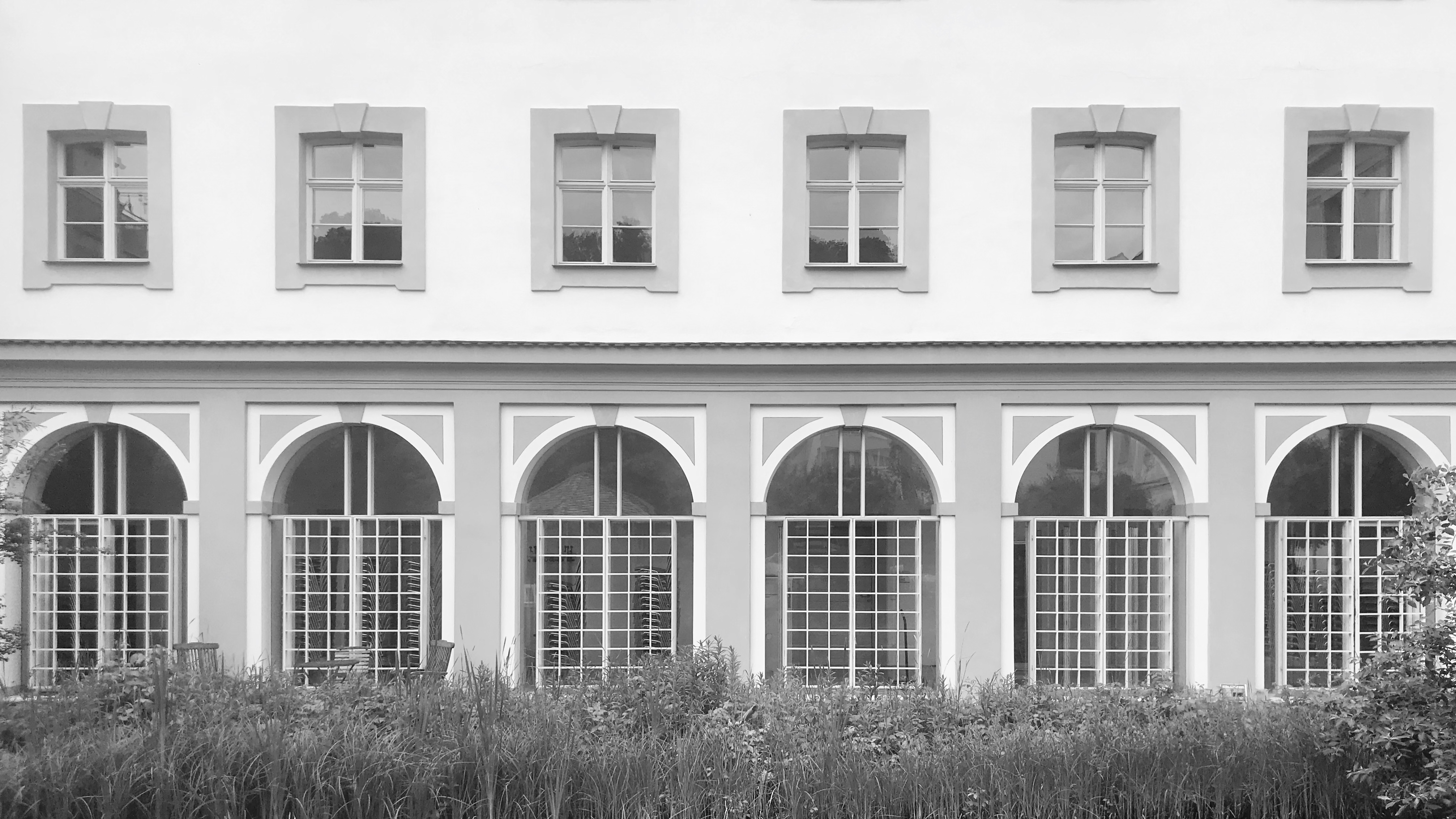
Kloster Herz Jesu Eichstätt

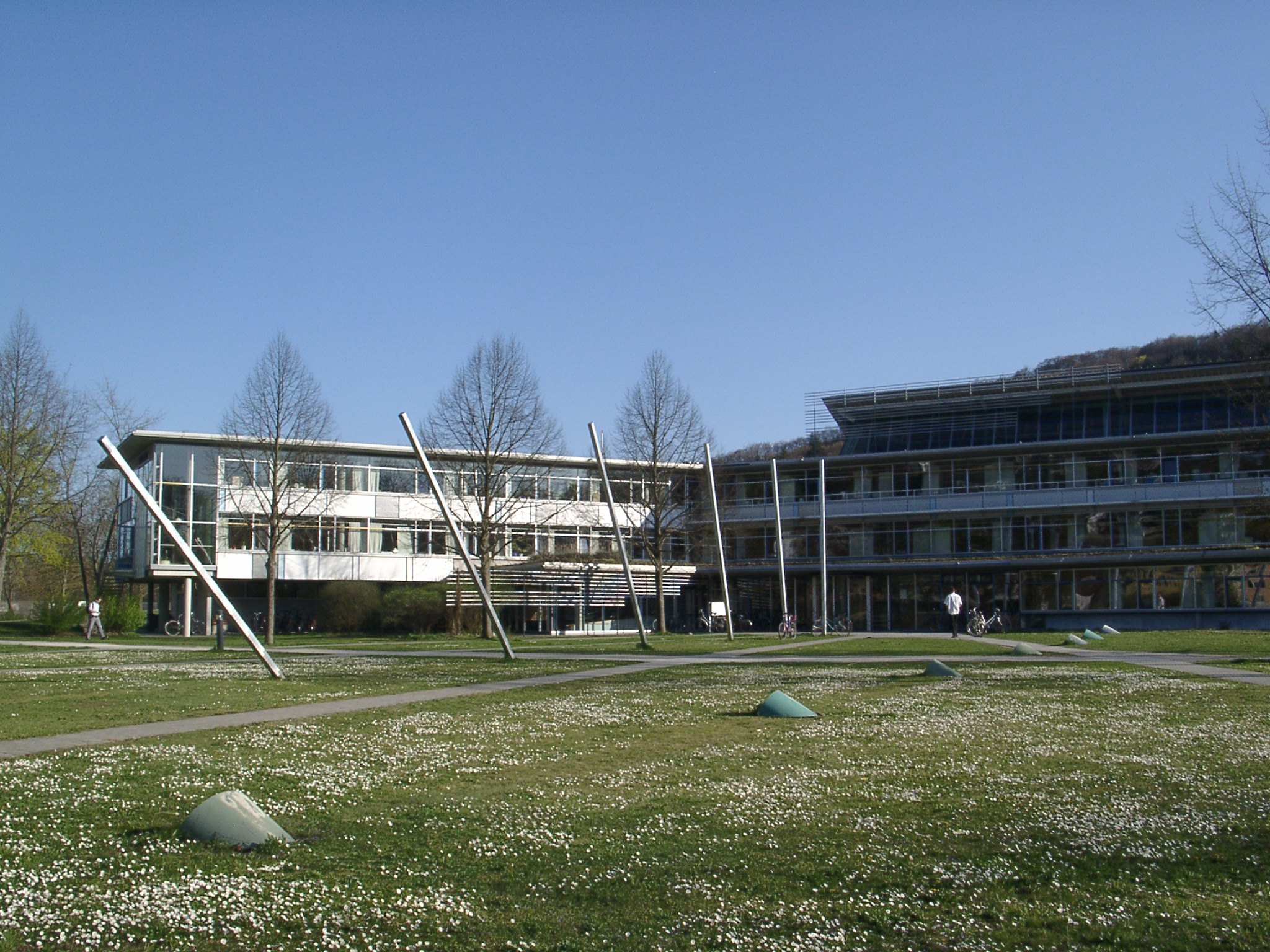
Universitätsbibliothek Eichstätt, Zentralbibliothek, Architekt: Günter Behnisch

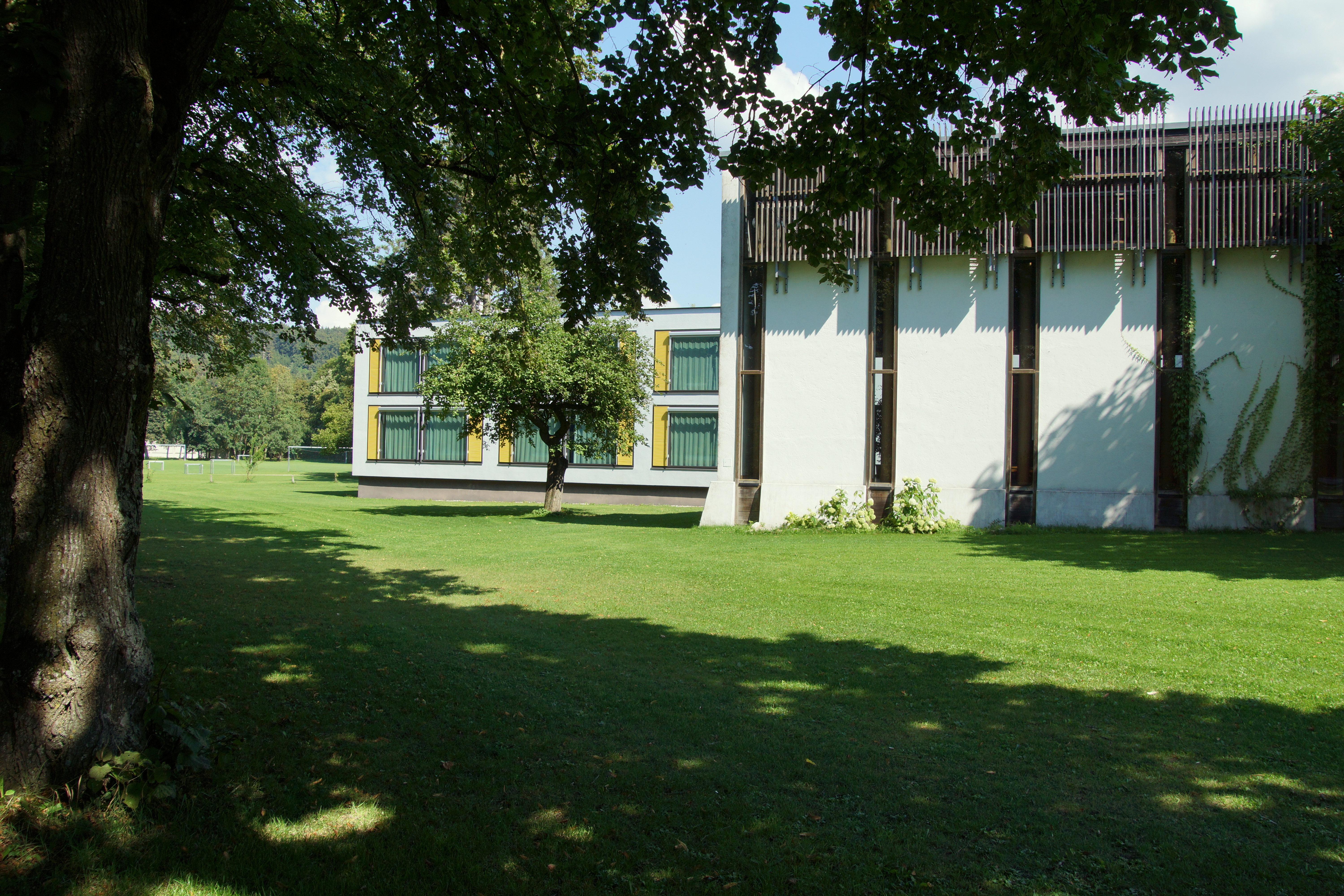
Schloss Pfünz

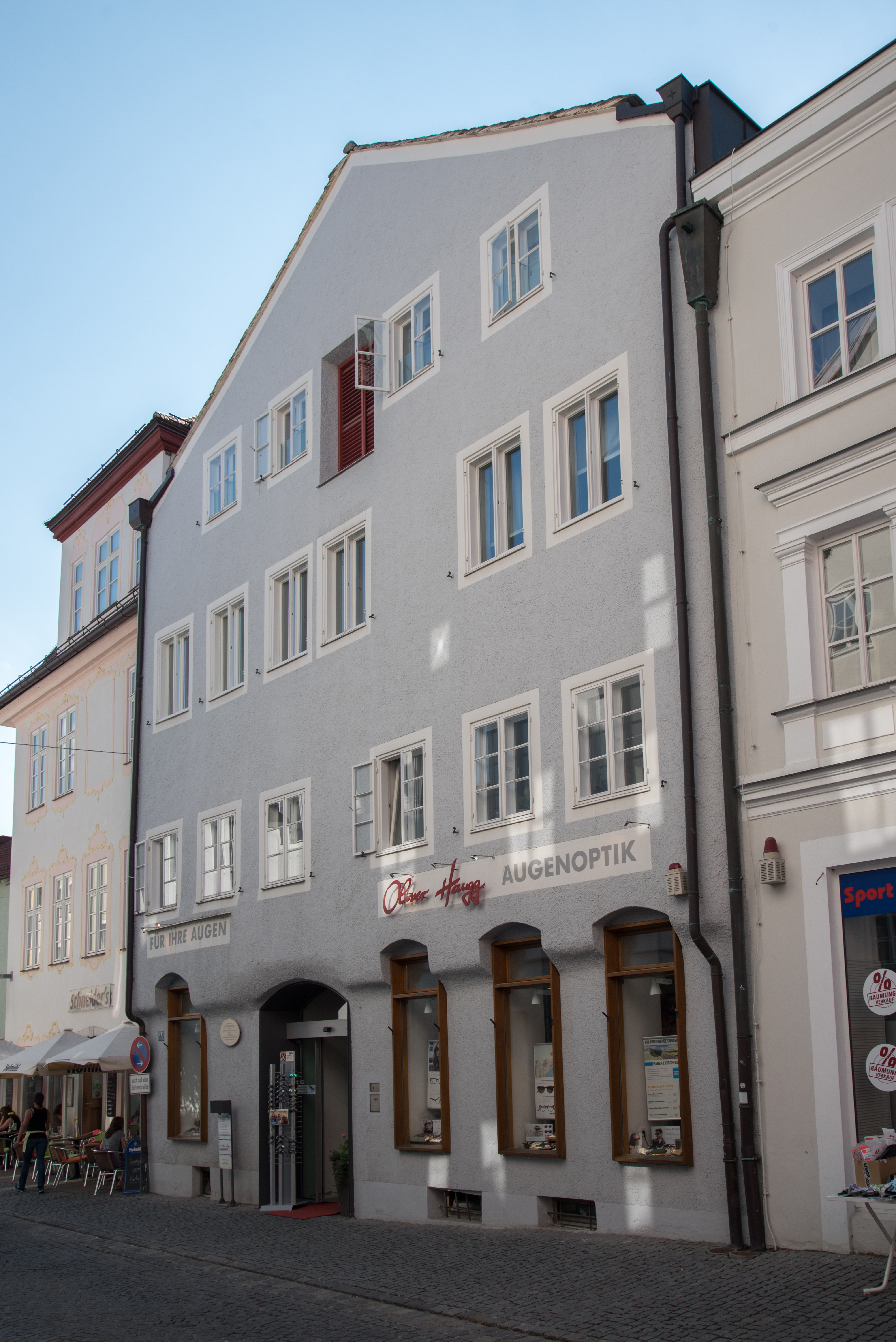
Pfahlstraße 27, Eichstätt

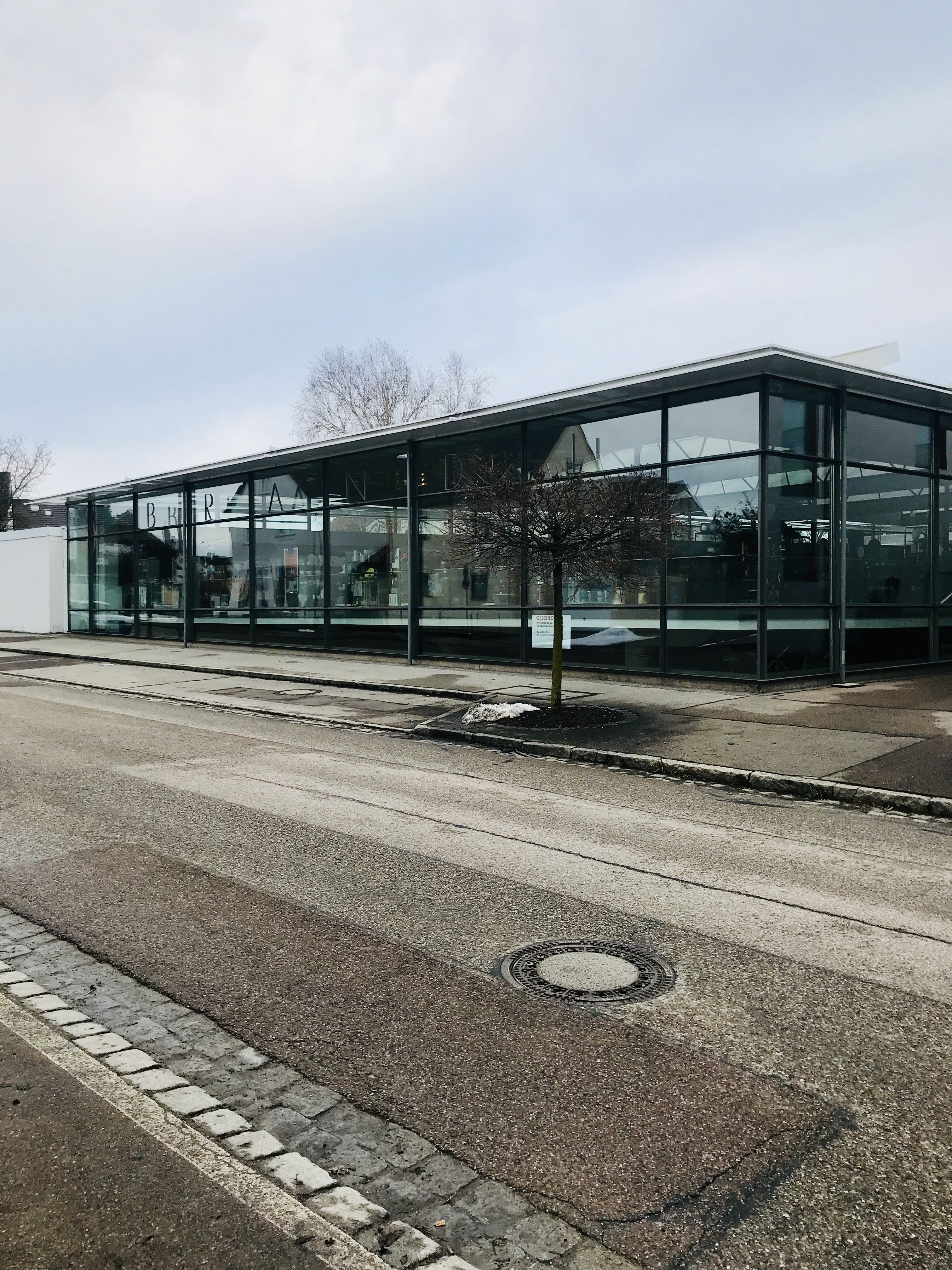
Verkaufsgebäude Brandl, Eitensheim

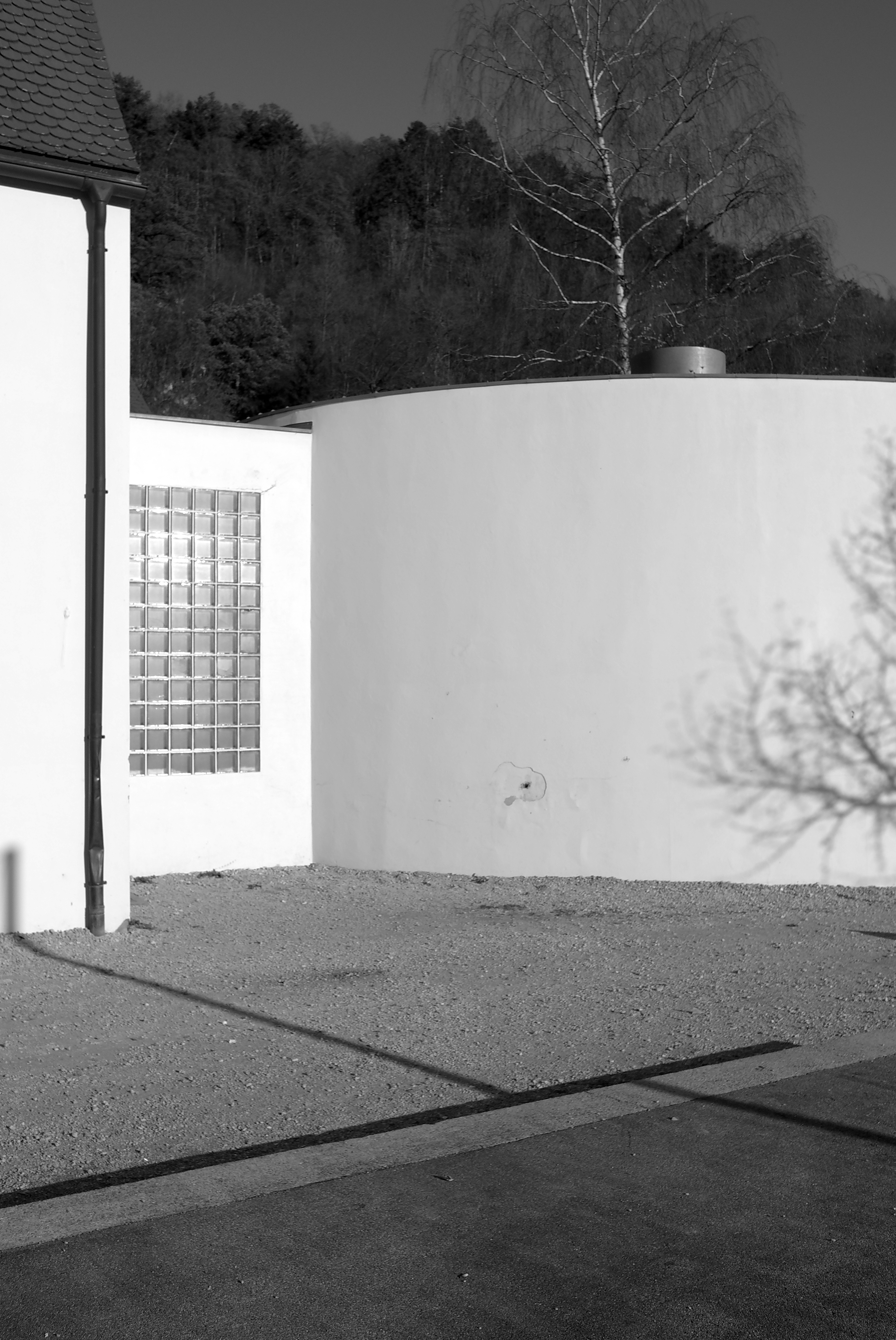
Jugendzentrum, Eichstätt

Bamberger entwirft Lichtsysteme für Schlösser und Kirchen, wie für das Pfalzgrafenschloss (Lichttonne), Schloss Neuschwanstein (Außenbeleuchtung), Dom Speyer, Ulmer Münster (Innenraumbeleuchtung), Kölner Dom und für die Frauenkirche in Dresden.
- 1978–1980: Umbau Ulmer Hof, Eichstätt (Architekt: Karljosef Schattner)
- 1979–1982: Kreiskrankenhaus Eichstätt (Architekt: Schunck und Schuster Pechtold)[6]
- 1980–1985: Volksbank, Eichstätt (Architekt: Thäle & Wimmer mit Franz Hart; Statik: Martinka + Grad; Künstler: Peter Recker, Florian Lechner und Franz Maurer)
- 1984–1987: Zentralbibliothek der Katholischen Universität Eichstätt-Ingolstadt (Architekt: Behnisch & Partner)
- 1990: Kapelle Schloss Pfünz (Architekt: Franz Kießling)[7]
- 1989–1991: Umbau des Klosters Herz Jesu Eichstätt zu Informationszentrum für den Naturpark Altmühltal (Architekt: Andreas Mühlbauer mit Bauingenieur Johann Grad)
- 1987–1992: Erweiterung Schloss Hirschberg, Beilngries (Architekt: Karljosef Schattner mit Karl-Heinz Schmitz)[8]
- 1989–1992: Landesgartenschau 1992, Ingolstadt (Architekt: Florian Brand und Landschaftsarchitekt Peter Leitzmann)[9]
- 1991–1995: Kreiskrankenhaus, Burghausen (Architekt: Kochta + Lechner)[10]
- 1993–2005: Wiederaufbau Frauenkirche Dresden, Innen- und Außenbeleuchtung (Architekt: IPRO Dresden)
- 1995–1996: Umbau des ehemaligen Bummerlbräu, Eichstätt (Architekt: Andreas Mühlbauer mit Bauingenieur Johann Grad)
- 1997–1998: Neugestaltung Leonrodplatz (Architekt: Andreas Mühlbauer)[11]
- 1998: Werkhalle und Verkaufsgebäude Brandl, Eitensheim (Architekt: Homeier + Richter mit Ingenieur Johann Grad)
- 1998–1999: Umbau und Erweiterung der Schleifmühle zu Jugendzentrum, Eichstätt (Architekt: Andreas Mühlbauer mit Bauingenieur Johann Grad)
- 1997–1999: Pfarr- und Jugendheim, Lenting (Architekt: Andreas Meck)
- 1997–2000: Altes Schloss Herrenchiemsee (Architekt: Claus und Forster)
- 1999–2002: Sonderpädagogisches Förderzentrum Eichstätt (Architekt: Diezinger & Kramer)[12]
- 2002: Mildred-Scheel-Haus, Dresden (Architekt: Behnisch & Partner mit Künstler Erich Wiesner)[13]
- 2000–2003: Stiebertalbrücke, Roth (Architekt: Christian Vogel mit Bauingenieur Johann Grad)
- 2004: Jugend- und Pfarrheim, Thalmässing (Architekt: Andreas Meck)[14]
- 2005–2008: Ozeaneum Stralsund (Architekt: Behnisch und Partner)
- 2011: Erweiterung des Gabrieli-Gymnasiums, Eichstätt (Architekt: Diezinger & Kramer)[15]
- 2009–2013: Erweiterung Städtische Galerie im Lenbachhaus, München (Architekt: Foster + Partner)[16]
- 2014: Dom Hildesheim Innenbeleuchtung (Architekt: Schilling Architekten)
- 2017: Innenbeleuchtung im Ulmer Münster (Architekt: Münster Bauamt)
- 2017: Burg Cadolzburg (Architekt: Claus + Forster)
- 2017: Aula der Universität Bamberg, ehem. Dominikanerkirche (Architekt: Deubzer König + Rimmel)
- 2020: Schloss Neuschwanstein Außenbeleuchtung

## Auszeichnungen und Preise
- 1983: BDA-Preis Bayern für Umbau Ulmer Hof, Eichstätt
- 1998: Balthasar-Neumann-Preis für Werkhalle und Verkaufsgebäude Brandl, Eitensheim
- 1999: BDA-Preis Bayern für Pfarr- und Jugendheim, Lenting
- 2018: Deutscher Lichtdesign-Preis[17] für das Ulmer Münster in der Kategorie Kulturbauten
- 2018: Lighting Design Award für das Ulmer Münster in der Kategorie Heritage project of the year

## Zitat
- „Wenn ich die Geschichte und Architektur eines Bauwerks verstanden habe, kann ich mir Gedanken machen, wie sich der Raum mit Licht anfühlen muss.“[18]

## Filmografie
- 2011: Faszination Wissen – Ingenieurbüro Walter Bamberger – Lichtplanung
- 2012: Beitrag zum Firmenjubiläum des Ingenieurbüro Bamberger
- 2021: Beitrag in der Sendung „Freizeit“ im BR zur neuen Beleuchtung des Schlosses Neuschwanstein